# Svarttjärnen (Lockne socken, Jämtland, 698007-145301)
Svarttjärnen är en sjö i Östersunds kommun i Jämtland och ingår i Ljungans huvudavrinningsområde. Sjön har en area på 0,0505 kvadratkilometer och ligger 367,4 meter över havet. Sjön avvattnas av vattendraget Landsomsjöbäcken.

## Delavrinningsområde
Svarttjärnen ingår i det delavrinningsområde (697902-145390) som SMHI kallar för Mynnar i Bodsjön. Medelhöjden är 374 meter över havet och ytan är 9,86 kvadratkilometer. Det finns inga avrinningsområden uppströms utan avrinningsområdet är högsta punkten. Landsomsjöbäcken som avvattnar avrinningsområdet har biflödesordning 3, vilket innebär att vattnet flödar genom totalt 3 vattendrag innan det når havet efter 224 kilometer. Avrinningsområdet består mestadels av skog (74 procent). Avrinningsområdet har 0,79 kvadratkilometer vattenytor vilket ger det en sjöprocent på 8 procent.